# Spangolite
La spangolite è un minerale, un cloro-solfato basico idrato di rame e alluminio.
Il nome deriva da Norman Spang (1889 - 1954) collezionista di minerali statunitense.
Descritta per la prima volta da Samuel Lewis Penfield (1856 - 1906) mineralogista statunitense, nel 1890.

## Abito cristallino
I cristalli sono prismi tozzi esagonali, di abito tabulare o piramidale-trigonale.

## Origine e giacitura
La genesi è secondaria, si rinviene in giacimenti di solfuri vari in zone desertiche. La paragenesi è con adamite, brochantite, connellite, azzurrite, tirolite, cuprite, crisocolla e clinoclasio.

## Forma in cui si presenta in natura
Si presenta esclusivamente in cristalli, a volte aggregaati in piccoli ciuffi.

## Caratteri fisico-chimici
È insolubile in acqua, ma solubile in quasi tutti gli acidi.

## Località di ritrovamento
A Czar Mine e a Tombstone in Arizona; nella Myler Mine, in Nevada; nella Blanchard Mine, nel Nuovo Messico; a Laurion, in Grecia; a Tintic, nello Utah; a Saint Day, in Cornovaglia.
In Italia in cristalli piatti a contorno debolmente esagonale è stata rinvenuta nella miniera Arenas, nel comune di Fluminimaggiore, in provincia di Cagliari.